# Затевахин, Иван Игоревич
Ива́н И́горевич Затева́хин (род. 7 сентября 1959, Москва) — российский теле- и радиоведущий, кандидат биологических наук (1988), член экспертного совета Национальной премии «Хрустальный компас». Наибольшую известность получил как автор и ведущий научно-популярной программы «Диалоги о животных» на телеканале «Россия» (4 номинации премии ТЭФИ).

## Биография
Родился 7 сентября 1959 года в городе Москве в семье врачей.
Отец, Игорь Иванович Затевахин (род. 1936), — академик Российской академии медицинских наук, профессор, доктор медицинских наук, Лауреат премии Бакулева, завкафедрой хирургии, Заслуженный деятель науки России, мастер спорта, член Президиума Федерации водного поло России. Мать, Марина Вадимовна Затевахина, — анестезиолог, сотрудник Научного центра сердечно-сосудистой хирургии. Дед по отцовской линии, Иван Иванович Затевахин, — генерал-лейтенант, бывший командующий ВДВ СССР.
В 1981 году окончил кафедру биогеографии географического факультета МГУ. В 1981—1997 годах — сотрудник Института Океанологии им. Ширшова АН. Окончил аспирантуру по специальностям «гидробиология» и «экология». Кандидат биологических наук (1988). Область научных интересов — экология, поведение и акустическая сигнализация морских млекопитающих.
С 1992 г. на телевидении. Изначально — консультант, затем соавтор и соведущий программы «Домашний ковчег» («Северная корона», 6 канал).
1994—2017 гг. — автор и ведущий программы «Диалоги о животных» (ГТК «Телеканал „Россия“»).
1998—2009 гг. — главный редактор журнала «Друг» для любителей собак.
1998—1999 гг. — автор концепции и ведущий программы «Диалоги о рыбалке» (ГТК «Телеканал „Россия“»).
В марте 1999 года с группой представителей российских общественных организаций, объединяющих друзей живой природы (А. Л. Романович, Б. А. Краснов, М. А. Ширвиндт, Ю. М. Антонов, Н. А. Аношко, А. П. Каледин, Л. П. Варданян, А. Н. Хабургаев и др.) создал и возглавил Российскую эколого-гуманитарную партию «Миллион друзей».
2001—2002 гг. — автор, ведущий и режиссёр подводных съемок цикла документальных фильмов «Подводная экспедиция РТР» (фильм этого цикла «Пришелец с Востока» — финалист фестиваля «Живая Европа» в Хельсингборге, 2003 г.).
С 2006 г. — автор и ведущий программы «О животных» («Радио России»).
2008—2009 гг. — автор и ведущий программы «От носа до хвоста» (телеканал «Бибигон»).
2009—2017 гг. — художественный руководитель телеканала «Домашние животные» (Стрим-ТВ).
С 2009 г. — главный редактор журнала «Мой друг собака».
С 2014 г. — главный редактор портала ЗООИНФОРМСИТИ.РУ.
2017—2018 гг. — ведущий программы об известных животных Интернета «Живые истории» (ГТК «Телеканал „Россия“»).
С 2017 г. — автор и ведущий документального цикла о мировых зоопарках «Диалоги о животных» на канале «Культура».
По гранту Русского Географического Общества автор и режиссёр цикла фильмов «Экстремальная биология» («Острова в океане», «На краю земли российской», «Говорящие с белухами», «Там где Север встречается с Югом. Дальневосточная экспедиция», «Дельта дарящая жизнь».
Автор книги «Собаки и мы. Записки дрессировщика», Москва, изд-во «Э», 2015 г.